# Hottigenahalli, Harihar
Hottigenahalli là một làng thuộc tehsil Harihar, huyện Davanagere, bang Karnataka, Ấn Độ.